# ألسدير ماكنتاير
ألسدير ماكنتاير (بالإنجليزية: Alasdair MacIntyre) فيلسوف وعالم أخلاق اسكتلندي تعرف عنه إسهاماته في فلسفة الأخلاق والفلسفة السياسية كما له العديد من الأعمال في تاريخ الفلسفة واللاهوت. يعمل حاليًا في مركز للدراسات تابع لجامعة لندن المتربوليتانية، كما يشغل منصب أستاذ فخري في قسم الفلسفة في جامعة نوتردام.

## السيرة الذاتية
وُلد ماكنتاير في 12 يناير 1929 في مدينة غلاسكو باسكتلندا، لإينيا ماكنتاير وغريتا (تشالميرز) ماكنتاير، وتلقّى تعليمه في كلية الملكة ماري (جامعة لندن)، وحصل على درجتي ماجستير، الأولى في الآداب من جامعة مانشستير، أما الثانية فقد كانت من جامعة أوكسفورد. بدأ ماكنتاير حياته المهنية بالتدريس في مانشستر في عام 1951، تزوّج من آن بيري التي أنجب منها ابنتين اثنتين وهما جين وتوني. درّس -قبل انتقاله إلى الولايات المتحدة سنة 1969 تقريبًا- في جامعة ليدز، وجامعة إسكس، وفي جامعة أوكسفورد في المملكة المتحدة،. كان ماكنتاير رحالة فكريًا نوعاً ما، إذ قام بالتدريس في العديد من جامعات الولايات المتحدة، وشغل المناصب التالية:
- أستاذ في تاريخ الأفكار، في جامعة براندي (في عام 1969 أو 1970).
- عميد كلية الآداب في جامعة بوسطن وأستاذ في قسم الفلسفة فيها (عام 1972).
- أستاذ منحة مؤسسة هنري لوس في كلية ويليسلي (عام 1980)
- أستاذ منحة ويليام ألتون جونز في جامعة فاندربيلت (عام 1982)
- أستاذ في الفلسفة في جامعة نوتردام (عام 1985).
- أستاذ الفسلفة في جامعة فاندربيلت (عام 1985).
- باحث زائر في مركزي ويتني للعلوم الإنسانية في جامعة ييل (عام 1988).
- أستاذ في الفلسفة والآداب والعلوم في جامعة ديوك (بين عامي 1995 و 1997).

كان ألسدير ماكنتاير أيضًا أستاذًا زائرًا في جامعة برينستون، وهو الرئيس السابق للجمعية الفلسفية الأمريكية، حصل في عام 2010 على الميدالية الأكوينية من الجمعية الفلسفية الكاثوليكية الأمريكيّة. أصبح ألسدير ماكنتاير منذ عام 2000 كبير الباحثين في منحة القس جون أوبريان في قسم الفلسفة في جامعة نوتردام بولاية إنديانا الأمريكية، وأصبح كبير الباحثين الفخري في نفس المنحة منذ عام 2010، وهو أيضًا أستاذ فخري ومتقاعد في جامعة ديوك. انتُخب ماكنتاير في شهر أبريل من عام 2005 عضوًا في الجمعية الفلسفية الأمريكيّة، وأصبح في شهر يوليو من عام 2010 زميل أبحاث رفيع المستوى في مركز الدراسات الأرسطية المعاصرة للأخلاق والسياسة في جامعة لندن الحضرية. ظل ماكنتاير –بعد تقاعده من التدريس في عام 2010- زميل أبحاث رفيع المستوى في مركز نوتردام للأخلاقيات والثقافة، واحتفظ بمكتبه فيه حتى اليوم. يواصل ماكنتاير -حتى يومنا هذا- تقديم المحاضرات العامة، بما في ذلك إلقائه لكلمة سنوية رئيسيّة في المؤتمر الخريفي السنوي لمركز الأخلاقيات والثقافة.
تزوّج ماكنتاير ثلاث مرّات، أولّها كانت من آن بيري إذ استمرّ زواجهما من عام 1953 وحتى عام 1963 وأنجب منها ابنتين. وتزوّج في عام 1963 من مدرسّة سابقة -وشاعرة حالية- اسمها سوزان ويلانز وأنجب منها صبيًا واحدًا وفتاةً واحدة، إلى أن وقع طلاقه الثاني في عام 1977، أمّا زواجه الأخير الذي وقع في عام 1977 من الفيلسوفة لين جوي العضوة في الهيئة التدريسية لكلية الفلسفة في جامعة نوتردام فقد استمرّ حتّى يومنا هذا.

## المنهج الفلسفي
يتداخل منهج ماكنتاير في الفلسفة مع الفلسفة الأخلاقية في العديد من المسارات المعقدة. على الرغم من أن ماكنتاير يهدف إلى حد كبير إلى إحياء الفلسفة الأرسطية الأخلاقية القائمة على الفضائل، لكنّه يدعي بنفس الوقت »الفهم المعاصر إلى حدّ استثنائي” لهذه المهمّة.
يتعلّق هذا »الفهم المعاصر إلى حد استثنائي «بشكل كبير بمنهج ماكنتاير في النزاعات الأخلاقية. فهو يستخدم -على عكس بعض الفلاسفة التحليليّين الذين يحاولون خلق إجماع أخلاقيّ على أساس العقلانيّة- التطور التاريخي للأخلاقيّات بهدف التحايل على القضية العصرية المتمثلة في المفاهيم الأخلاقية »غير المتناسبة «، والتي لا يمكن مقارنة خصائصها في أي إطار مشترك. يقدّم ماكنتاير –بعد هيغل، وكولينغوود- تاريخًا فلسفيًا (على عكس المقاربات التحليلية والظواهرية) بعترف فيه منذ البداية بـ »انعدام أية معايير محايدة متاحة -من خلال المطالبة- والتي يتمكن من خلالها أي وكيل عقلاني تحديد استنتاجات الفلسفة الأخلاقية .
استنكر ماكنتاير في عمله الأكثر شهرة «بعد الفضيلة»، المحاولات التي يقوم بها مفكرو التنوير لاستنتاج أخلاق عقلانية مستقلة عن الغائية، والتي أدّى فشلها إلى رفض المفكرين اللاحقين مثل فريدريك نيتشه، وجون بول سارتر وتشارلز ستيفينسون للعقلانية الأخلاقية بشكل كامل. وأكّد ماكنتاير في كتابه هذا أيضًا على فكرة تسبّب التقدير الزائد للعقل إلى نبذ نيتشه المطلق لإمكانية تحقق العقلانية الأخلاقية.
يحاول ماكنتاير -بشكل مناقض لما سبق- استعادة أشكالٍ أكثر تواضعًا من العقلانية والحجج الأخلاقية التي لا تدعي الغائية ولا اليقين المنطقي، لكن بإمكانها بنفس الوقت أن تصمد أمام النفي النسبي الأخلاقي أو الانفعالي لأي عقلانية أخلاقية على الإطلاق (الاستنتاجات الخاطئة لنيتشه، سارتر وستيفينسون). يعيد ماكنتاير إحياء أخلاقيات أرسطو بقيمه الغائية المتعلقة بالأفعال الحسنة والأخلاقية، على النحو الذي يتفق مع كتابات القديس الكاثوليكي توما الأكويني التي تعود إلى العصور الوسطى. يُمثّل هذا العرف الأرسطي – التوماوي (نسبة إلى توما الأكويني) -حسب ماكنتاير- أفضل نظرية حتى الآن تُجيب على أسئلة (كيف تجري الأمور، وكيف يجب أن نتصرّف).
تحدث النزاعات دائمًا -وفقًا لماكنتير- ضمن التقاليد المتنافسة للأفكار المعتمدة على مجموعة موروثة من الأفكار والافتراضات المسبقة والأنواع المختلفة للحجج والتفاهمات والمناهج المختلفة. يمكن للآراء المتعارضة -بالرغم من عدم وجود طريقة محددة يدحض فيها أحد تقاليد الفلسفة الأخلاقية تقليدًا آخر- أن تعارض التماسك الداخلي لكّل واحدة منها على حدة، وحل المعضلات الخيالية والأزمات المعرفية، وتحقيق نتائج مثمرة.

## أهم كتاباته

### بعد الفضيلة
يعدّ كتابه بعد الفضيلة الصادر عام 1981 والذي صدرت ترجمته العربية عن مركز دراسات الوحدة العربية عام 2013 أحد أهمّ الكتب التي تتناول الثقافة الغربية وقضية الفضائل والأخلاق. ويطرح الكتاب السؤال الآتي: إذا كانت الفردية هي الأساس، فأين تكون الأخلاق والفضائل؟ فالفردية والأنانية توأمان وهما لا يصلحان لبناء المجتمعات . يجيب المؤلف بالقول إنها تتأسس على مذهب الفيلسوف اليوناني أرسطوطاليس الذي رأى أنّ خير الأمور الوسط. وقام بترجمة الكتاب إلى العربية الدكتور حيدر حاج إسماعيل.